# Calamoncosis darjeelingensis
Calamoncosis darjeelingensis är en tvåvingeart som beskrevs av Cherian 1989. Calamoncosis darjeelingensis ingår i släktet Calamoncosis och familjen fritflugor. Inga underarter finns listade i Catalogue of Life.